# Vieux-Mesnil
Vieux-Mesnil település Franciaországban, Nord megyében. Lakosainak száma 637 fő (2022. január 1.). Vieux-Mesnil La Longueville, Boussières-sur-Sambre, Feignies, Hargnies, Hautmont és Pont-sur-Sambre községekkel határos.

## Népesség
A település népessége az elmúlt években az alábbi módon változott:
| Lakosok száma | 604  | 623  | 646  | 636  | 636  | 635  | 637  | 637  | 637  |
|               | 2013 | 2015 | 2016 | 2017 | 2018 | 2019 | 2020 | 2021 | 2022 |